# Небінарні гендерні ідентичності

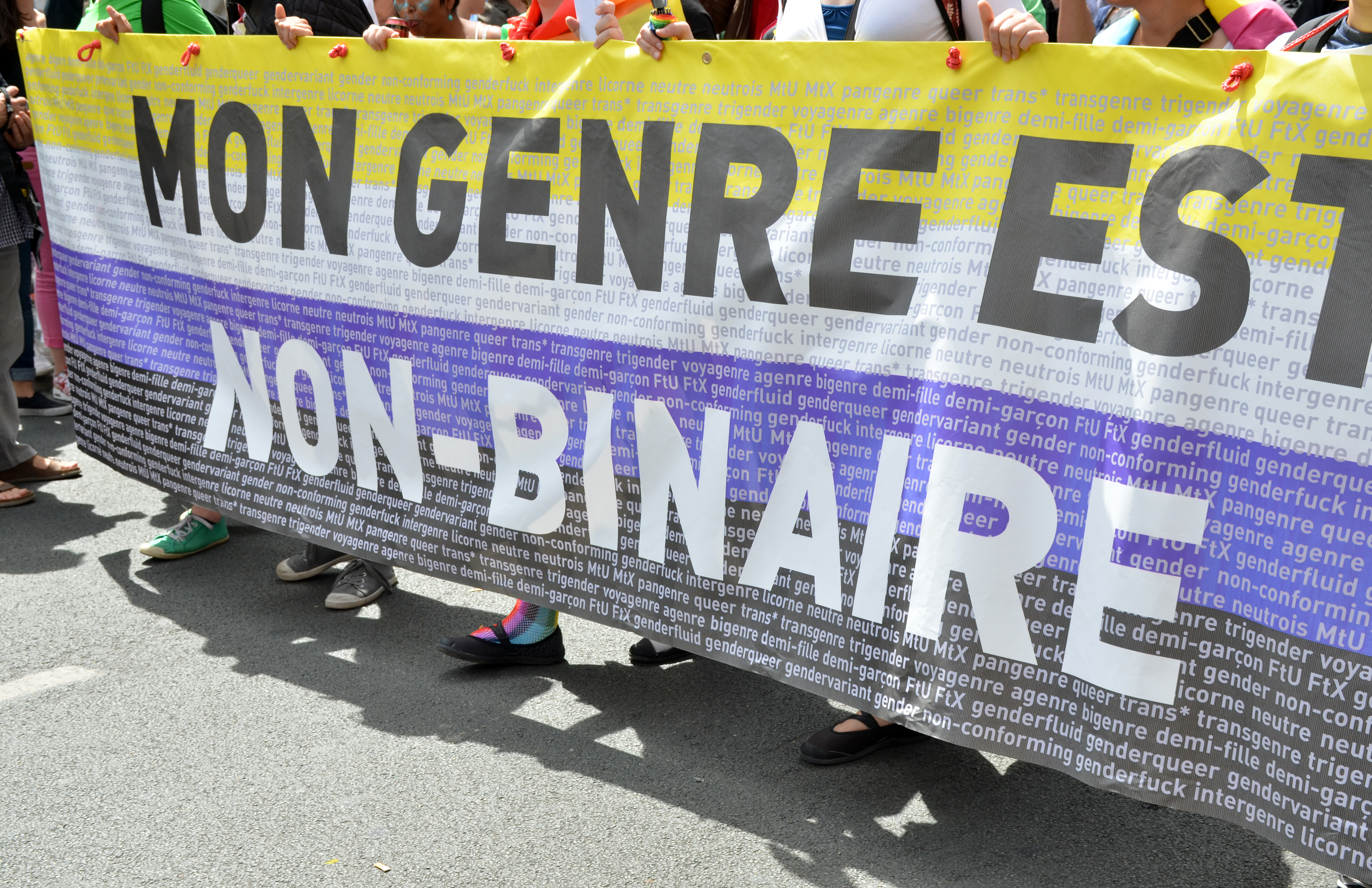
Прапор гордості небінарних людей на параді в Парижі: "Mon genre est non-binaire" («Мій гендер не бінарний»)

Небінарний гендер (енбі (англ. enby), від «NB (non-binary)») —   гендерна ідентичність, що не входить у бінарну систему маскулінної або фемінної ідентичностей. Небінарні люди можуть ідентифікувати себе з двома або більше гендерами (двогендерні, полігендерні); не мати гендеру (агендерні, безгендерні, гендер-фрі); чи мати коливання ідентичності (гендерфлюїдні). Небінарність — це не те саме, що інтерсексність: більшість інтерсекс-людей ідентифікуються як чоловіки чи жінки. Небінарні люди можуть мати різноманітну сексуальну орієнтацію.
Небінарні гендерні ідентичності не пов'язані з певним гендерним виразом, таким як андрогінність. Небінарні люди як група мають широкий спектр гендерних виразів, а деякі можуть взагалі відкидати гендерні «ідентичності».

## Визначення
Термін гендерквір (англ. genderqueer) виник в 1980-х як попередник терміна небінарний. Гендерквір використовується як прикметник для позначення будь-яких людей, які переступають або відхиляються від традиційного гендеру, незалежно від їхньої самовизначеної гендерної ідентичності. Особи можуть виражати свій гендер ненормативно, не відповідаючи бінарним категоріям «маскулінність» та «фемінність».
Термін гендерквір також застосовували ті, хто описували те, що вони бачать як гендерну неоднозначність. Андрогін часто використовується як описовий термін для людей цієї категорії. Це пов'язано з тим, що термін андрогінія тісно пов'язаний із поєднанням соціально визначених маскулінних та фемінних рис. Однак не всі гендерквір ідентифікують себе андрогінами. Деякі гендерквір визначають чоловічну жінку чи жіночого чоловіка або поєднують.
Фонд «Кампанія за права людини» та «Гендерна ідентичність» використовують термін «гендерно-експансивний», щоб передати «більш широкий, гнучкий діапазон гендерної ідентичності та/або вираження, ніж зазвичай пов'язаний з бінарною гендерною системою».
Агендери («a -», що означає «без»), яких також називають безгендерними — ті, хто відмовляються від гендерної ідентичності. Хоча ця категорія іноді включає широкий спектр ідентичностей, які не відповідають традиційним гендерним нормам.
Бігендери — обирають дві гендерні ідентичності: людина бачить себе і маскулінною, і фемінною, або коливається між вираженням маскулінності та фемінності. Це відрізняється від гендерфлюїдності, оскільки ті можуть не переходити між будь-якими фіксованими гендерними ідентичностями й відчувати весь діапазон або спектр ідентичностей з часом. Опитування Гарріса 2016 року від імені GLAAD показало, що 1 % міленіалів ідентифікують себе як бігендери. Полігендери — мають більше ніж один гендер, наприклад, тригендери (три гендери) чи пангендери (всі гендери).
Демігендери — частково або переважно ідентифікуються з одним гендером і водночас з іншим (або з його відсутністю). Існує кілька підкатегорій цієї ідентичності. Наприклад, демібой чи демічоловік відчуває частковий зв'язок з маскулінністю (незалежно від статі), а частково — з іншим гендером або його відсутністю (агендерність).
Гендерно-флюїдні — мають гендерну ідентичність, яка коливається з однієї до іншої. Гендерно-флюїдна особа може також ідентифікувати себе як бігендер, тригендер або пангендер.
Трансфемінні — це термін для будь-яких, бінарних чи небінарних, осіб чоловічої статі, які мають переважно жіночу гендерну ідентичність. Трансмаскулінні — це еквівалентний термін для людей жіночої статі, які мають переважно чоловічу гендерну ідентичність.
Ксеногендери — мають гендерну ідентичність, яку описують термінами, що виходять за межі стандартних людських уявлень про гендер. Такі ідентичності зазвичай визначаються метафорично стосовно тварин, рослин, речей або сенсорних характеристик, а не маскулінності чи фемінності.
Небінарні люди можуть потрапляти під трансгендерну парасольку, оскільки багато з них ідентифікують себе із гендером, який відрізняється від статі при народженні. Деякі небінарні люди лікуються від гендерної дисфорії хірургічним шляхом або гормональним. У багатьох посиланнях термін трансгендер включає гендерквірів та небінарних людей.

## Історія
У 1992 році, після публікації Леслі Файнберг «Трансгендерне визволення: рух, чий час настав», термін «трансгендер» розширили. Це було висвітлено в 1994 році, коли активістка Кейт Борнштейн написала: «Усі категорії трансгендерів знаходять спільну мову в тому, що кожна порушує одну або декілька гендерних норм: у нас спільне те, що ми, кожен із нас, поза законом».

Інтернет популяризував термін гендерквір, оскільки широку аудиторію вдалося охопити дуже швидко. У 2008 році газета The New York Times вже використовувала слово genderqueer. У 2010-х цей термін став більш популярним, оскільки багато знаменитостей публічно визнали себе гендерно неконформними. У 2012 р. було розпочато проєкт «Проєкт визнання інтерсексу та гендерквір» (Intersex & Genderqueer Recognition Project), який виступав за розширення гендерних варіантів в офіційній документації. У 2016 році Джеймс Шупе стали першою людиною з небінарною статтю в офіційних документах у США.

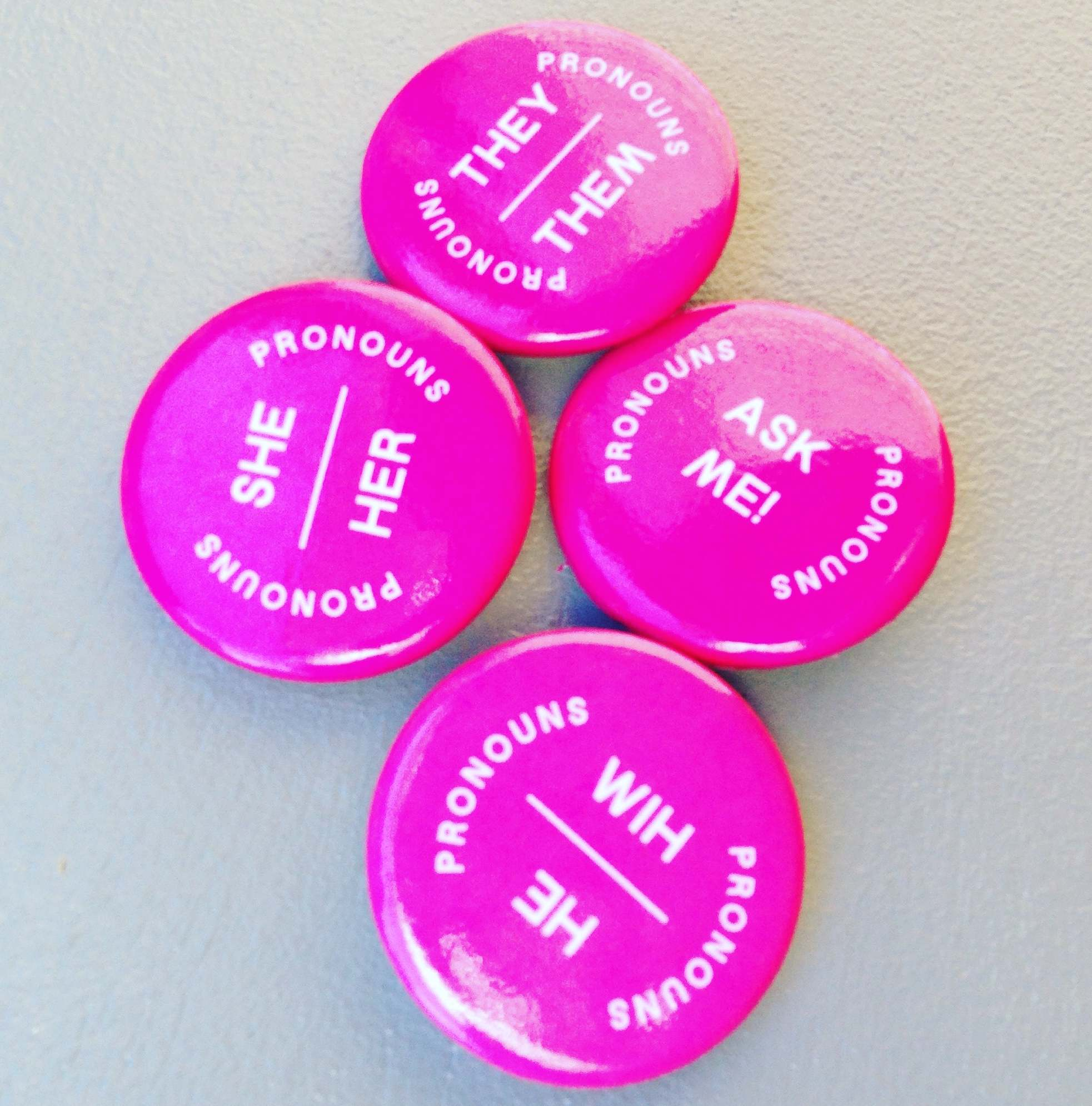
Займенникові значки із фестивалю мистецтв та техніки 2016 року

## Гендерні займенники
Деякі люди, що є небінарними/гендерквір, застосовують нейтральні до гендеру займенники. Найпоширенішим в англійській мові є використання форм однини they, their, them; іноді в англійській мові вживаються нестандартні, нові займенники, такі як xe, ze, sie, co та ey. Деякі інші використовують звичайний гендерний займенник «вона» або «він», іноді обидва по черзі (rolling pronouns), або використовують лише їх ім'я та взагалі не використовують займенники. Багато хто використовує додаткову нейтральну мову, таку як гоноратив «Mx».

## Юридичне визнання
Багато небінарних/гендерквір осіб традиційно використовують стать для ведення повсякденних справ. Однак зі збільшенням прийняття небінарних ідентичностей це поступово змінюється, оскільки уряди та установи визнають та допускають небінарні ідентичності.
Кілька країн юридично визнають небінарні або треті гендерні класифікації. Деякі незахідні суспільства давно визнали трансгендерних людей третьою статтю, хоча це може не включати (або, можливо, зовсім недавно) офіційного юридичного визнання. У західних суспільствах Австралія, можливо, стала першою країною, яка юридично визнала класифікацію статі за межами «чоловічої та жіночої» в юридичній документації, після визнання інтерсекс-статусу Алекса Макфарлейна у 2003 році. Більш широке юридичне визнання небінарних людей — після визнання інтерсекс-людей у 2003 році — в австралійському законодавстві відбулося між 2010 і 2014 роками, а судові дії проти Державного реєстру народжень, смертей і шлюбів Нового Південного Уельсу здійснив трансгендерний активіст Норрі Мей-Велбі — аби визнати юридичну гендерну ідентичність Норрі «неспецифічною».
Хоча США федерально не визнають небінарну стать, у 2016 році Орегон став першим штатом, який визнав небінарну гендерну ідентичність. Слідом за Орегоном, у 2017 році Каліфорнія прийняла закон, що дозволяє громадянам ідентифікувати людей як «небінарних» в офіційних документах. Станом на 2019 рік 8 штатів ухвалили акти, що дозволяють позначення «небінарних» чи «X» на певних ідентифікаційних документах. У США немає чітких законів про захист небінарних людей від дискримінації, однак роботодавець забороняє вимагати від працівників відповідності гендерним стереотипам.

## Дискримінація
Більшість випадків дискримінації, з якими стикаються небінарні особи, часто включають зневагу, недовіру, поблажливі взаємодії та неповагу. Вони також часто розглядаються як учасники певного тренду, тому їх вважають нещирими або людьми, що шукають уваги.
Крім того, використання специфічних займенників, таких як they, their, them в однині, змішується в більшу та суперечливу тему безпечної території та політичної коректності, що викликає відштовхування та навмисне неправильне звертання.

## Символіка

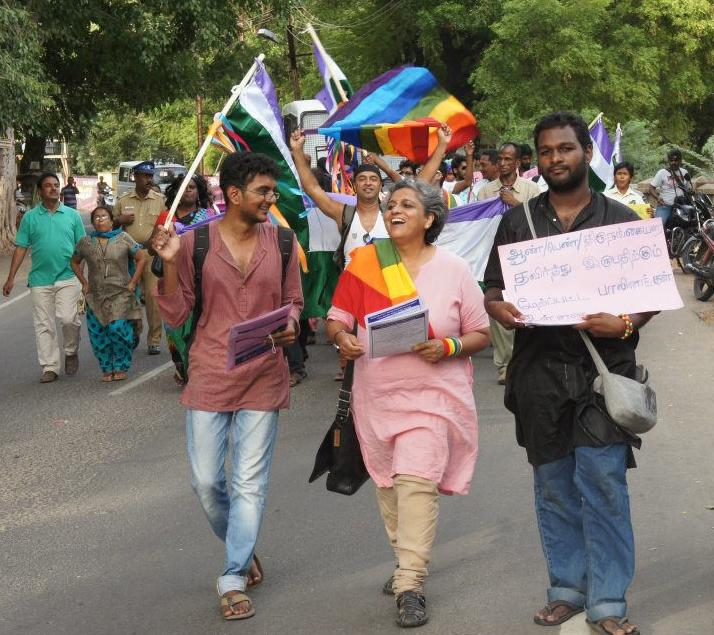

Прапор гордості гендерквірів був розроблений у 2011 році Мерилін Роксі. Лаванда представляє андрогінність або дивовижність, білий колір — агендерність, а зелений — тих, чиї ідентичності визначені поза бінарністю. Небінарний прапор гордості був створений у 2014 році Kye Rowan. Жовтий зображує людей, чий гендер існує поза бінарною системою, фіолетовий — тих, чий гендер є сумішшю маскулінності та фемінності, чорний — людей, які не мають гендеру, а білий — тих, хто охоплює багато або всі гендери.
Прапор гендерфлюїдів має рожевий колір, що зображує собою фемінність, білий — відсутність гендера, фіолетовий — змішаний гендер або андрогінність, чорний — усі інші статі, а синій — маскулінність.
Агендери, які також іноді ідентифікують себе як гендерквіри, мають свій прапор. Цей прапор використовує чорно-білі смуги для позначення відсутності гендеру та зелену смужку для позначення небінарності.
Міжнародний день небінарних людей відзначається 14 липня.
| Прапор гордості агендерних людей, який має горизонтальні лінії (з верху до низу) чорного, сірого, білого, зеленого, білого, сірого, та чорного кольорів. |
| Прапор гордості агендерних людей |

| Прапор гордості бігендерних людей, який має горизонтальні лінії (з верху до низу) рожевого, світло-рожевого, лавандового, білого, блакитного та синього кольорів. |
| Прапор гордості бігендерних людей |

| Прапор гордості гендерно-флюїдних людей, який має горизонтальні лінії (з верху до низу) рожевого, білого, фіолетового, чорного, та синього кольорів. |
| Прапор гордості гендерно-флюїдних людей |

| Прапор гордості гендеквірів, який має три горизонтальні лінії (з верху до низу) фіолетового, білого, та зеленого кольорів. |
| Прапор гордості гендерквірів                                                                                               |

| Прапор гордості небінарних людей, який має чотири горизонтальні лінії (з верху до низу) жовтого, білого, фіолетового, та чорного кольорів. |
| Прапор гордості небінарних людей |

| Перевернутий жіночій символ з x замість хреста. |
| Символ небінарних людей                         |